# Tongva

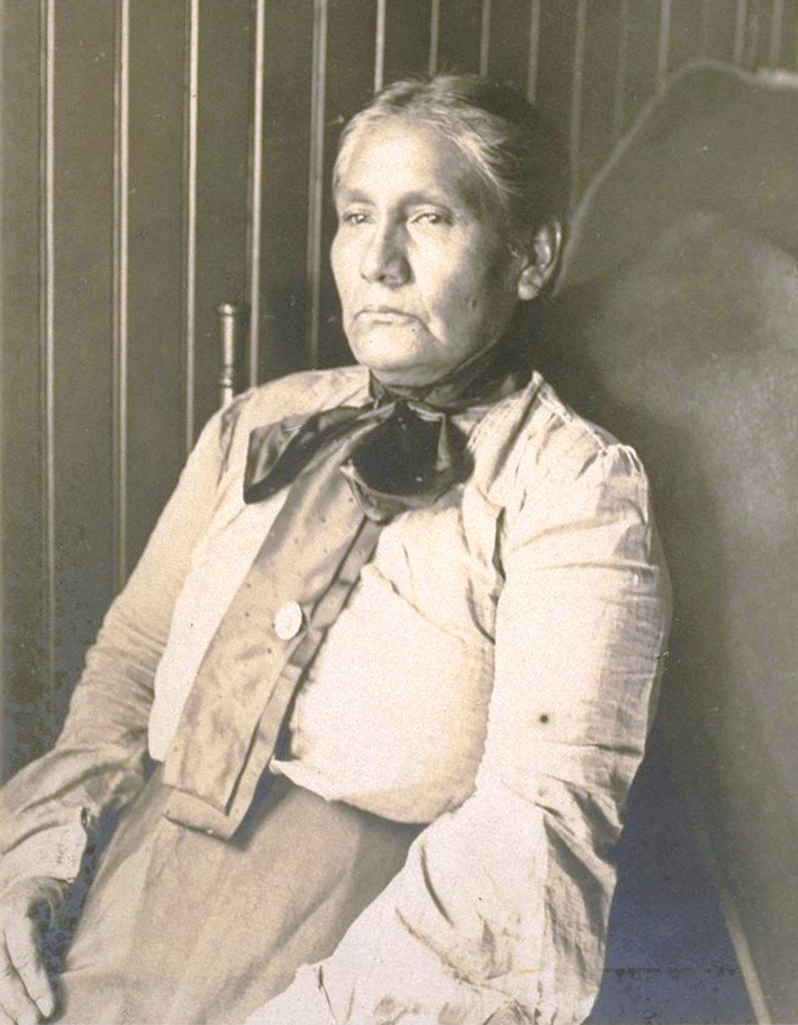
Mulher nativa Tongva, foto tirada em Bakersfield, 1905

Tongva é um povo nativo americano que viveu próxima à atual área de Los Angeles, Califórnia, antes da chega dos europeus. Tongva significa "pessoas da terra" na Língua Tongva (que faz parte das Línguas Uto-Asteca). O povo Tongva também é reconhecido por Gabrieleño ou Gabrielino. Seguindo o costume espanhol de nomear as tribos locais por missões feitas nas suas terras, eles eram chamados de Gabrieleño, Gabrielino ou San Gabrieleño em referência à Missão São Gabriel.

## Ligações Externas
- Gabrielino-Tongva Tribe, a California Indian tribe historically known as San Gabriel Band of Mission Indians
- Gabrieleno/Tongva Tribal Council of San Gabriel
- Gabrielino/Tongva Nation Gabrielino/Tongva Nation Tribal Council
- Gabrielino Tongva Springs Foundation
- A Tongva History brief on the Perris Valley Historical and Museum Association website
- Tongva (Gabrielinos)
- Antelope Valley Indian Museum (includes a searchable database of its collections, which include many Tongva artifacts)
- Gabrielino Indians seeking out long lost family members